# Grb Zelenortske Republike
Grb Zelenortske Republike sastoji se od kruga u kojem se nalazi naziv države na portugalskom i baklja u trokutu, simbol slobode i nacionalnog jedinstva. Krug je okružen s deset zvijezda koje predstavljaju Zelenortsku Republiku. Na vrhu grba nalazi se visak.

## Također pogledajte
- Zastava Zelenortske Republike